# Der gerechte Richter
Der gerechte Richter ist eine deutsche Literaturverfilmung von Torsten C. Fischer aus dem Jahr 2000, die frei auf der gleichnamigen Novelle von Anna Seghers, die 1957 geschrieben und 1990 erstveröffentlicht wurde, basiert. Die Erstausstrahlung erfolgte am 16. November 2000 anlässlich des 100. Geburtstags von Seghers um 23.00 Uhr auf Das Erste.

## Handlung
Die Handlung spielt in den 1950er-Jahren. Um als Untersuchungsrichter zu arbeiten, zieht der junge, erfahrene und gerechte Richter Jan mit seiner Ehefrau Marie und ihrem gemeinsamen Kind nach Ostberlin. Seine neuen Vorgesetzten Kalam und Ekleim vertrauen ihm sogleich den Fall des des Hochverrats bezichtigten Viktor Gasko, den Jan persönlich aus frühen Tagen kennt, an. Trotz eindeutiger Anklage sieht der ambitionierte junge Richter keine hinreichenden Beweise gegen ihn. Seine Vorgesetzten und sein Freund Stefan sowie dessen Frau Lore sind echauffiert über die Loyalität gegenüber einem aus ihrer Sicht offensichtlichen Straftäter. Als Gasko noch am selben Tag verhaftet wird, zweifelt Jan an sich und seinem Beruf. 

## Hintergrund
Der gerechte Richter wurde vom 5. April 2000 bis zum 6. Mai 2000 in Stettin, Berlin und Brandenburg gedreht. Produziert wurde der Film von der Berliner Produktionsfirma „Neue Filmproduktion NFP“ für den SWR.

## Kritik
Die Kritiker der Fernsehzeitschrift TV Spielfilm zeigten mit dem Daumen nach oben und vergaben für Anspruch und Spannung zwei von drei möglichen Punkten. Sie kommentierten den Film mit den Worten: „Aufschlussreich und überzeugend inszenierter Gewissenskonflikt.“. Als Gesamtfazit zogen sie: „Bittere Anklage gegen Staatsterror“. Das Lexikon des internationalen Films resümiert: „Engagierter Fernsehfilm um Formen von Rechtsbeugung, konzipiert als Plädoyer für ein aufrechtes Einstehen für die ureigenen Überzeugungen.“